# Castejón de Sos
Castejón de Sos est une commune espagnole appartenant à la province de Huesca (Aragon, Espagne) dans la comarque de la Ribagorce.

## Géographie
Le village de Castejon de Sos se situe dans la vallée de Benasque et plus exactement à 16 km au sud de Benasque. Il se situe à proximité de la rivière Ésera.

## Histoire
En 1997 furent organisés à Castejon de Sos les championnats du monde de parapente. Le lieu est en effet connu mondialement pour la pratique de cette discipline sportive. Il y a trois écoles de parapente dans le village.

## Économie
Le village vit essentiellement du tourisme et dispose de nombreux commerces. Les touristes sont principalement français[réf. nécessaire].

## Lieux et monuments
Le village possède deux églises, l'une historique de style roman du XIIe siècle, est aujourd'hui un centre culturel municipal, et une seconde construite au XXe siècle.

## Administration
Liste des maires de Castejón de Sos :
- 2007-2011 : Maria Pellicer Raso
- depuis 2011 : José Manuel Abad Saura

## Fêtes locales
20 janvier : San Sebastian. Cette fête est organisée traditionnellement par une commission d'organisation tournante constituée de couples mariés.
12 octobre : Virgen del Pilar. La fête de la Virgen del Pilar est la Fiesta Mayor du village. Elle est organisée traditionnellement par une commission d'organisation tournante et constituée de trois jeunes filles et trois jeunes garçons non mariés. À l'issue de la fête chacun des organisateurs doit choisir une personne chargée d'organiser la fête de l'année suivante. C'est le point culminant de l'année.

## Jumelage
- Puylaurens (France)